# Новая Попина
Новая Попина (бел. Новая Папіна) — агрогородок в Дрогичинском районе Брестской области Белоруссии. Административный центр Попинского сельсовета.

## География
Агрогородок находится в южной части Брестской области, при автодороге Н-632, на расстоянии приблизительно 5 километров (по прямой) к югу от города Дрогичина, административного центра района. Площадь населённого пункта — 3,0147 км².

## История
По состоянию на 1905 год, в имении Попина проживало 56 человек. В административном отношении имение входило в состав Осовецкой волости Кобринского уезда Гродненской губернии.
Согласно Рижскому мирному договору (1921), фольварк Попина вошёл в состав межвоенной Польши. Входила в состав гмины Осовце Дрогичинского повета Полесского воеводства. В 1921 году числилось 106 жителей, проживавших в 8 домах. В этническом составе населения того периода поляки составляли 44,3 %, белорусы — 41,5 %, евреи — 13,2 %. В конфессиональном составе населения преобладали католики (44,3 %), православные христиане (42,5 %) и иудеи (13,2 %). В 1930-е годы была переименована в Новую Попину.
С 1939 года в БССР, с 1940 года в составе Попинского сельсовета.

## Население
По данным переписи 2019 года, в агрогородке проживало 733 человека.
| Год  | Население, человек |
| ---- | ------------------ |
| 1905 | 56                 |
| 1921 | ↘ 106              |
| 1939 | ↗ 595              |
| 1970 | ↘ 541              |
| 1995 | ↗ 984              |
| 2005 | ↘ 942              |
| 2009 | ↘ 844              |
| 2019 | ↘ 733              |